# 阿爾弗雷德·麥克尤恩
阿爾弗雷德·麥克尤恩是一名亞利桑那大學的行星地質學教授。他是月球與行星實驗室的成員，並擔任行星影像研究實驗室主任。他是前往土星的卡西尼-惠更斯號任務的成像科學小組成員、月球勘測軌道飛行器相機小組的共同研究員，以及火星偵察軌道衛星上的高解析度成像科學設備（HiRISE）的主要研究員。
他於1988年取得亞利桑那州立大學行星地質學博士學位。
麥克尤恩參加了2001火星奧德賽號、火星全球探勘者號和伽利略科學團隊。
2015年，麥克尤恩因其在HiRISE上的工作而獲得惠普爾獎。2019年，他獲得G·K·吉爾伯特獎。